# Ditirambo
El ditirambo (en gr., διθύραμβος - dithýrambos) es una composición lírica griega dedicada al dios Dioniso y que originariamente formaba parte de sus rituales, que normalmente interpretaba un coro.
Se desconoce el origen de la palabra, aunque probablemente la raíz sea griega (δις di = dos, θύρα thyra = puerta, έμβαίνω embaino = entrar, meterse, descender, o sea "descender de dos puertas"), y al dios Dioniso lo llamaban "el hijo de la puerta doble" o "el dos veces nacido".
Su desarrollo como género literario fue obra del poeta Arión, en Corinto, durante el último cuarto del siglo VII a. C.
Laso de Hermíone, poeta lírico arcaico griego, lo llevó a Atenas, y en el 509 a. C. se convirtió en un elemento de competición en los festivales dedicados a Dioniso.
Simónides de Ceos, Píndaro y Baquílides escribieron ditirambos. De los dos primeros solo se conservan fragmentos; en cambio, de Baquílides queda bastante. El coro ditirámbico no llevaba máscara y cantaba en círculo en la orchestra. La narración desempeña un papel importante en estos poemas, pero el tema no tiene por qué estar relacionado con Dioniso. Después de Baquílides, el componente musical del ditirambo parece que incrementó su importancia a costa de la letra, pero como la música no ha sobrevivido no podemos discernir lo que ocurrió. Antes de esta época el ditirambo se compuso de forma regular en estrofas y antístrofas, pero a partir de entonces se abandonó esta correspondencia en favor de un estilo de composición más libre, con solos cantados. El lenguaje se hizo rebuscado y artificial. Tespis, director de un coro del siglo VI a. C., creó el drama al distinguir dos secciones en el coro de un ditirambo: el papel del personaje principal y el del resto del coro.